# Schüchtermann-Klinik
Die Schüchtermann-Klinik in Bad Rothenfelde (Niedersachsen) gehört mit  7772 stationär behandelten Patienten pro Jahr (2020)  zu den 11 größten Herzzentren in Deutschland. Als Spezialklinik mit den Fachabteilungen Kardiologie, Herzchirurgie, Anästhesiologie und Rehabilitation befasst sie sich mit der Diagnostik und Therapie Erwachsener mit angeborenen oder erworbenen Krankheiten des Herzens und der Gefäße.

## Geschichte
Die Klinik nahm 1973 als eine internistische Kurklinik ihre Arbeit auf. Mit der Einführung der Anschlussheilbehandlung nach akutem Herzinfarkt und Schlaganfall entwickelte sie sich 1975 zu einem Rehabilitationszentrum, das sich von einem Sanatorium oder einer Kurklinik wesentlich unterschied.
1977 wurde die Abteilung für Herzkatheterdiagnostik eröffnet, die heute über fünf Herzkatheterlabore verfügt. Eine kardiologische Intensiv- und Überwachungseinheit folgte im Jahr 1981. Der erste Kathetereingriff zur Beseitigung von Gefäßverengungen (Ballondilatation, PTCA) fand im April 1984 statt. 1990 wurde die Schüchtermann-Klinik um einen Anbau mit Ärztetrakt, Gymnastikhalle, Krankengymnastikraum, Vortragsräumen für das Gesundheitstraining sowie Räumen für die psychologische Abteilung ergänzt.
Durch die Inbetriebnahme der Herzchirurgie 1993 mit anfänglich drei Operationssälen, Intensivstation, Überwachungsstation und der Funktionseinheit Anästhesiologie wurde der Ausbau der Schüchtermann-Klinik zu einem Herzzentrum vollzogen. Heute verfügt die Herzchirurgie über fünf Operationsräume und einen Hybrid-OP, der 2010 fertiggestellt wurde.
Nachdem im Jahr 2000 das Herzzentrum Osnabrück-Bad Rothenfelde gegründet wurde, ist eine kardiologische Akut- und Notfallversorgung für die Bevölkerung der Region Stadt und Landkreis Osnabrück möglich geworden. Das Herzzentrum steht unter der gemeinsamen Trägerschaft des Klinikums Osnabrück, des Marienhospitals Osnabrück (seit 2003) und der Schüchtermann-Schiller'schen Kliniken GmbH & Co.KG.
2004 wurde in Kooperation mit dem Fußballclub Schalke 04 das Gesundheitszentrum „Auf Schalke“ gegründet.
Seit 2008 fanden weitere Um- und Neubaumaßnahmen statt. 2009 wurden die herzchirurgische Intensiv- und Überwachungsstation in Betrieb genommen. Seit 2010 verfügt die Klinik über eine Chest Pain Unit, in die sich Patienten mit unklaren Brustschmerzen begeben können. Vom Frühjahr 2013 bis Juni 2015 wurde zudem das Rehabilitationsgebäude aus dem Jahr 1973 kernsaniert und modernisiert.
2014 war die Schüchtermann-Klinik mit 10.000 Patienten Niedersachsens größte Herzklinik und zählte zu den  vier größten Herzkliniken Deutschlands.
2021 wurde mit der Modernisierung der kardiologischen Intensivstation begonnen. Das Land Niedersachsen fördert die Maßnahme mit insgesamt 42,4 Mio. Euro.

## Familienstiftung
1894 gründete Heinrich Schüchtermann mit seiner Ehefrau Antoinette Schiller die Schüchtermann-Schiller‘sche Familienstiftung zu Dortmund. Das gemeinsame Testament der kinderlosen Eheleute sah die Stiftung als Gesamterbin vor und bestimmte, dass sie über die Stadt Dortmund jährlich einen erheblichen Betrag für soziale Zwecke zur Verfügung stellen sollte. Heute sind neben der Schüchtermann-Klinik in Bad Rothenfelde auch die Dörenberg-Klinik in Bad Iburg, die Medicos Osnabrück GmbH und mehrere medizinische Versorgungszentren ein wesentlicher Teil des Vermögens der Familienstiftung.

## Abteilungen

### Herzchirurgie
Die Herzchirurgie deckt die Erwachsenen-Herzchirurgie, mit Ausnahme der Herztransplantation, ab. Jährlich werden mehr als 2500 vollstationäre Patienten behandelt. Die Zusammenarbeit mit der räumlich benachbarten Kardiologie macht die interdisziplinäre Behandlung akuter Herzinfarkte und die direkte Übernahme kardial instabiler Patienten aus den Herzkatheterlaboren möglich. In Kooperation mit der kardiologischen Abteilung werden auch Herzschrittmacher und Kardioverter-Defibrillatoren implantiert sowie spezielle kathetergestützte Verfahren durchgeführt. Der Bereich Kardiotechnik ist für die Bereitstellung und Bedienung verschiedener extrakorporaler Systeme, unter anderem der Herz-Lungen-Maschine, zuständig.

### Kardiologie
Die Kardiologie verfügt über diagnostische und therapeutische Möglichkeiten und behandelt jährlich mehr als 5.000 Patienten. Als Teil des Herzzentrums Osnabrück-Bad Rothenfelde arbeitet die Kardiologie mit dem Klinikum Osnabrück und den Niels-Stensen-Kliniken zusammen. Zur Abteilung gehören 40 Betten, eine Chest-Pain-Unit, eine Intensiv- und Überwachungsstation, eine kardiologische Pflegestation, verschiedene kardiologische Ambulanzen sowie ein Institut für Herz-Kreislauf-Prävention. Jährlich führt die Abteilung in insgesamt fünf Herzkatheterlaboren 5.000 Katheteruntersuchungen und -interventionen, mehr als 1.000 elektrophysiologische Untersuchungen und Herzkatheterablationen sowie 600 Schrittmacher- und Defibrillatorimplantationen durch. 2021 hat der Umbau der kardiologischen Intensivstation begonnen.

### Rehabilitation
Die Rehabilitationsabteilung verfügt über 179 Betten. Pro Jahr werden über 2.500 Patienten im Rahmen einer stationären Anschlussheilbehandlung betreut. Neben kardiologischen, angiologischen und herzchirurgischen Patienten hat sich die Abteilung auf die Rehabilitation nach Herztransplantation und Kunstherzimplantation spezialisiert.

### Anästhesie
Pro Jahr führt die Abteilung ca. 4.000 Narkosen an insgesamt 13 Anästhesiearbeitsplätzen im Bereich Herzchirurgie und Kardiologie durch. In der Mehrzahl der Narkosen handelt es sich um Vollnarkosen, die im Rahmen von Herzoperationen unter Einsatz von Herz-Lungen-Maschinen durchgeführt werden. Auch das Schmerzmanagement, das Labor und die Transfusionsmedizin sind in diesem Fachbereich angesiedelt.

### Institut für Prävention und Sportmedizin
Das Institut für Prävention und Sportmedizin bietet Methoden an, mit denen der Zustand des Herz-Kreislaufsystems auf Vitalität und Leistungsfähigkeit geprüft und optimiert werden soll. Neben einer Ausstattung mit u. a. verschiedenen Ergometertypen stehen dem IPS in Zusammenarbeit mit weiteren Abteilungen der Schüchtermann-Klinik diagnostische Möglichkeiten eines Herzzentrums zur Verfügung.

## Zertifizierung
Die Klinik ist seit 2001 nach der internationalen DIN EN ISO 9001 zertifiziert.
Seit dem Jahr 2008 gehört die Schüchtermann-Klinik zu den Akutkrankenhäusern in Deutschland, die vom TÜV Rheinland das Zertifikat Initiative Schmerzfreie Klinik erhalten haben.
Die Chest-Pain-Unit wurde auf Basis der Qualitätsstandards 2011 von der Deutschen Gesellschaft für Kardiologie – Herz- und Kreislauforschung zertifiziert.
Der Rehabilitationsbereich ist von der Deutschen Gesellschaft für Prävention und Rehabilitation von Herzkreislauferkrankungen zertifiziert.
Im September 2009 wurde die herzchirurgische Intensiv- und Intermediate-Care-Station von der Stiftung Pflege mit dem Zertifikat „Angehörige jederzeit willkommen!“ ausgezeichnet.
Im Jahr 2013 hat die Klinik an der „Aktion Saubere Hände“ zur Verbesserung der Händedesinfektion teilgenommen und damit das Zertifikat in der Kategorie Silber erworben.
Die Qualität der Speisenversorgung wird im Rahmen einer externen Zertifizierung durch die Gütegemeinschaft Ernährungs-Kompetenz bewertet und erhielt das RAL Gütezeichen Kompetenz richtig Essen.

## Forschung
Schwerpunkte der Forschungsarbeit sind unter anderem die Grundlagenforschung zur Entstehung von Herz-Kreislauf-Erkrankungen, die Entwicklung und Validierung innovativer biotechnologischer Verfahren für die Diagnose und Therapie von Herz-Kreislauf-Erkrankungen und die Grundlagenforschung zu den pathophysiologischen Mechanismen bei akutem Herzinfarkt. Zudem forscht die Rehabilitationsabteilung zu neuen Verfahren im Bereich der Telemedizin.
2019 wurde Thomas Schmidt, Mitarbeiter des Instituts für Herz-Kreislauf-Forschung, mit dem Wissenschaftspreis der Kurt und Erika Palm-Stiftung ausgezeichnet.

## Engagement
Im Oktober 1989 wurde in der Schüchtermann-Klinik die ambulante Herzgruppe gegründet. Die ambulante Herzgruppe “Schüchtermann-Klinik e.V.” ist ein eigenständiger Verein mit insgesamt 300 Mitgliedern.
Der Schüchtermann-Fonds engagiert sich für die Versorgung und Betreuung der Notleidenden und Bedürftigen. 2015 wurde das Flüchtlingslager in Hesepe unterstützt.
2018 wurde in der Schüchtermann-Klinik der Gesprächskreis „Die Doppelherzen“ gegründet. Mit mehr als 120 Mitgliedern ist die Gruppe bundesweit die größte Interessenvertretung dieser Art.

## Trivia
2015  ging die Schüchtermann-Klinik juristisch gegen eine Postkartenaktion der Gewerkschaft Verdi vor. Die Gewerkschaft hatte mit einer Postkarte auf das Outsourcing einer Service-Tochter der Schüchtermann-Klinik (SSKS)  aufmerksam gemacht, von dem die Mitarbeiter erst vier Wochen nach dem Betriebsübergang erfahren hatten.
Ein Betrüger, der sich 2018 mehrfach unter anderem im Gästehaus der Schüchtermann-Klinik  eingemietet und seine Rechnung nicht bezahlt hatte, wurde 2019  zu einer Haftstrafe von drei Jahren und zehn Monaten verurteilt.
Im September 2024 erhob die Staatsanwalt Osnabrück Anklage gegen einen Arzt, der eine 14-Jährige in der Klinik vergewaltigt haben soll.

## Kooperation
Die Klinik kooperiert wissenschaftlich mit den folgenden Instituten und Herzzentren:
- Cardiac Research GmbH
- Max-Planck-Institut für Herz- und Lungenforschung (Bad Nauheim)
- Karolinska Institute (Stockholm/Schweden)
- Universitätsklinikum Varese (Italien)
- Herzzentrum Dortmund
- HELIOS Herzzentrum Wuppertal
- Herzzentrum Osnabrück-Bad Rothenfelde